# Sénat (Guinée équatoriale)
Pour les autres articles nationaux ou selon les autres juridictions, voir Sénat.
IIIe législature
Le Sénat (en espagnol : Senado ; en portugais : Senado) est la chambre haute du parlement bicaméral de Guinée équatoriale depuis 2013.

## Système électoral
Le Sénat est composé de 70 sénateurs dont 55 élus pour cinq ans selon un mode de scrutin proportionnel à liste bloquées dans dix-neuf circonscriptions plurinominales, avec un seuil électoral de 10 %. Les 15 autres sénateurs sont nommés pour une même durée de mandat par le président de la République. Peuvent également s'ajouter à ces 70 sénateurs jusqu'à 3 anciens présidents, membres de plein droits. Le vote n'est pas obligatoire.